# Temple de Surawana

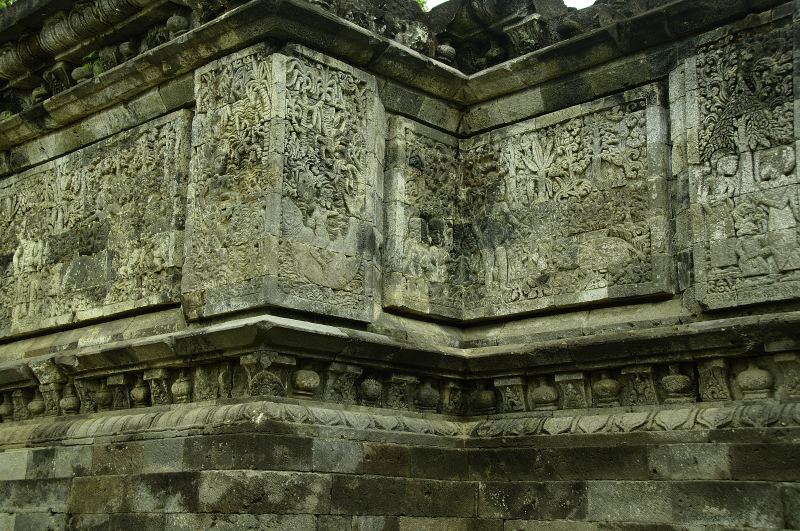
Bas-relief

Le temple de Surawana ou Surowono est un petit sanctuaire de l'époque Majapahit situé dans le village de Canggu près de la ville de Pare dans le kabupaten (département) de Kediri dans la province de Java oriental en Indonésie. On pense qu'il a été construit en 1390 apr. J.-C. comme mémorial à Wijayarajasa, prince de Wengker (l'actuelle Bojonegoro) et oncle du roi Hayam Wuruk de Majapahit. À ce jour, seule la base du temple a été restaurée et une grande quantité de briques attendent près de la structure d'être remises en place.

## Histoire
Surawana n'a officiellement été achevé qu'en 1400. Wijayarajasa était un oncle par alliance du roi et avait une grande influence sur celui-ci.
Le temple est de taille modeste, avec une base de 7,80 m² et une hauteur de 4,60 mètres. La structure est orientée vers l'ouest, comme la majorité des temples de Java oriental. 
Surawana est décoré de bas-reliefs sur son pourtour qui illustrent des récits en rapport avec la direction à laquelle ils font face.
L'un des plus connus de ces récits est l'Arjunawiwaha ou "mariage d'Arjuna". On le retrouve dans la décoration de quelque six sites différents à Java oriental. Ce récit est encore très populaire à Java et inspire le théâtre, la danse et la peinture. L'histoire fut composée en 1035 par Mpu Kanwa, un poète de cour javanais. Elle s'inspire d'un passage de la grande épopée indienne du Mahābhārata, le Kiratarjunya. Cette version javanaise a été adaptée au personnage du roi Airlangga, qui représente le roi parfait.